# 特韋塔根峰
71°45′S 25°17′E / 71.750°S 25.283°E
特韋塔根峰（英語：Tvetaggen Peaks），是南極洲的山峰，位於毛德皇后地的朗希爾德公主海岸，處於奧斯特坎帕內山以北2.8公里的坎普冰川西岸，屬於南龍達訥山脈的一部分，現時由南極條約體系管理。